# کریستین هورنر
کریستین ادوارد جانسن هورنر (زاده ۱۶ نوامبر ۱۹۷۳) مسئول انگلیسی تیم فرمول یک ردبول است که از ابتدای شروع فعالیت این تیم (سال ۲۰۰۵) با ردبول همراه است و 4 قهرمانی جهان (از سال ۲۰۱۰ تا ۲۰۱۳) به دست آورده‌است.
کارنامه موتوراسپرت او از رانندگی شروع شد و بعدها در سال ۱۹۹۹ مسئول تیم آردن در فرمول ۳۰۰۰ شد.
در دوران هورنر ردبول موفق به کسب 8 عنوان قهرمانی فرمول یک (4 قهرمانی با سباستین وتل و 4 قهرمانی با مکس ورستپن) شد.
هورنر در سال 2025 از ردبول کنار گذاشته شد.

## اوایل زندگی
هورنر در یک خانوادهٔ فعال در صنعت خودرو به دنیا آمد: پدربزرگ او پیش از تأسیس یک اداره با پدر هورنر به‌منظور تأمین قطعات تولیدکنندگان موتور در وست میدلندز، به‌عنوان مدیر خرید در شرکت استاندارد موتور در کاونتری کار می‌کرد. هورنر به‌طور خصوصی در مدرسه آرنولد لژ در لیمینگتون اسپا، و سپس در مدرسه وارویک تحصیل کرد. او دو برادر به نام‌ها جیمی و گای دارد.